# Phyllostachys
Phyllostachys ist eine Pflanzengattung in der Unterfamilie Bambus (Bambuseae) innerhalb der Familie der Süßgräser (Poaceae). Die Gattung enthält Arten, die die wichtigsten Lieferanten von Bambussprossen sind und auch wichtige Zierpflanzen.

## Beschreibung

### Erscheinungsbild und Blätter
Alle Phyllostachys-Arten wachsen mit einem unterirdischen, im Vergleich mit den Stämmen relativ schmalen Rhizomen, aus dem baumförmige oder strauchförmige, oberirdische Halme sprießen (leptomorphes Rhizom). Diese wachsen folglich nicht horstförmig, sondern rasenförmig ausgebreitet. Die Pflanzen können hierdurch ein Gesamtgewicht von mehreren Tonnen haben. Die oberirdischen Teile erreichen bei den meisten Arten Wuchshöhen von etwa 10 Meter.
Die Halme sind zwischen den Knoten (Nodien) rund und haben über den Seitenzweigen eine flache Rinne bzw. sind deutlich abgeflacht (Sulcus). Die Halmknoten besitzen zwei mehr oder weniger stark ausgeprägte Querwülste. An jedem Knoten entspringen zwei mehr oder weniger gleich starke Seitenzweige, seltener auch drei, wobei in diesem Fall der dritte, mittlere Seitenzweig deutlich schwächer ist. Die Blattscheiden, die den Halm umgeben, fallen schließlich ab. Eine Ligula ist bei vielen Arten vorhanden, und lang borstig geöhrt.

### Blütenstände, Blüten und Ähren
Die Gesamtblütenstände bestehen aus ein bis sieben ährenförmigen Teilblütenständen, die wiederum zu Büscheln oder Knäueln zusammengefasst sind. Diese sitzen über einem winzigen, häutigen, zweikieligen Vorblatt, einem eventuell fehlenden brutkörpertragenden Tragblatt, dann zwei bis sechs nach oben hin vergrößerten schuppenförmigen Tragblättern, und schließlich zwei bis sieben scheidigen Tragblättern. Diese mit Blättern versehenen Blütenstände gaben der Gattung auch ihren wissenschaftlichen Namen, Phyllostachys aus dem Griechischen abgeleitet und bedeutet etwa „beblätterte Ähre“.
Die Ährchen bestehen aus zwei bis sieben Einzelblüten, wobei das oberste steril ist. Sie besitzen keine bis eine Hüllspelze, manchmal auch bis zu drei.

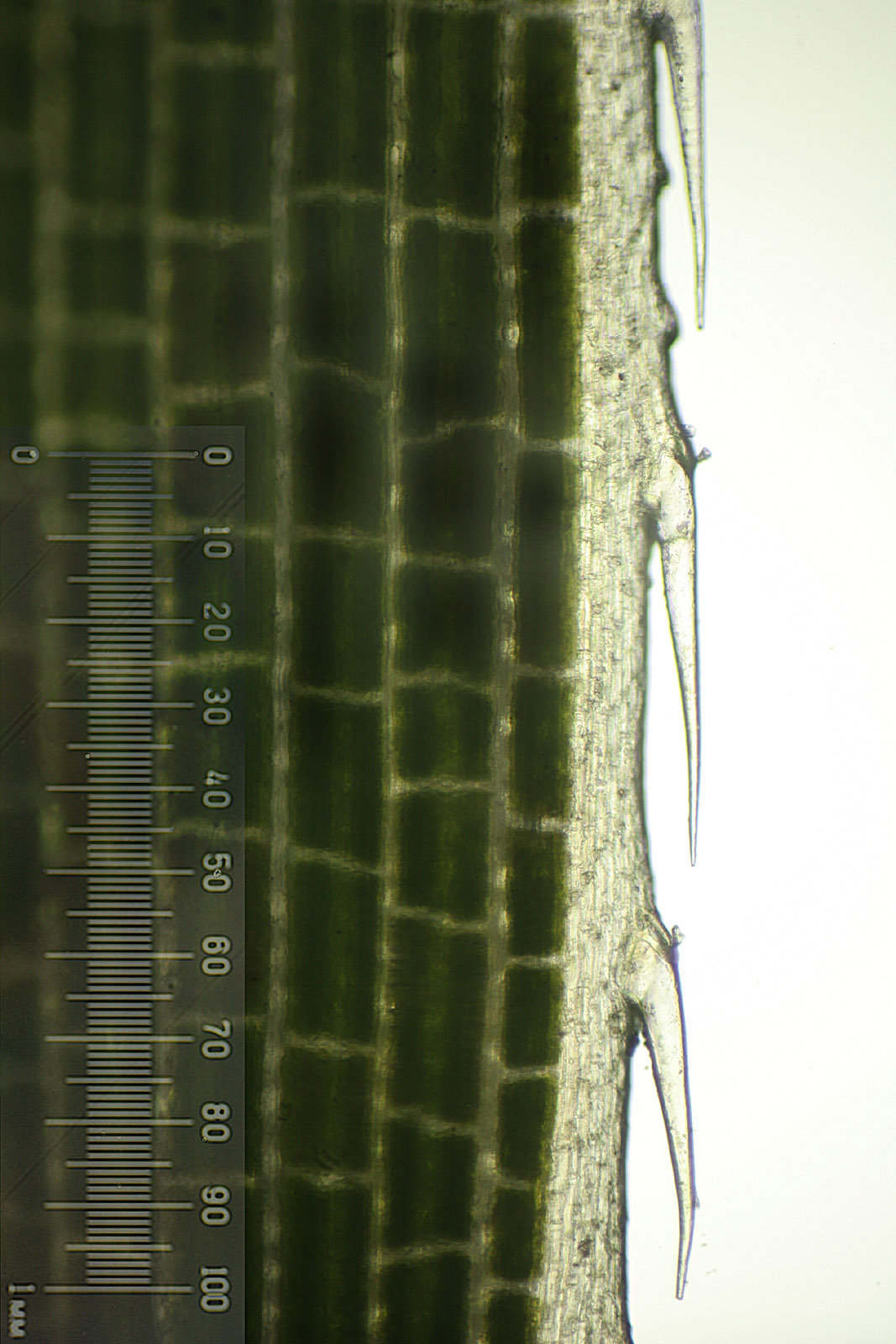
Mikrofotografie eines Blattes von Phyllostachys reticulata. Die volle Skala am linken Bildrand entspricht 1 mm

## Vorkommen
Alle Phyllostachys-Arten stammen aus dem gemäßigten bis tropischen Ost- und Südasien, wahrscheinlich aus China. Von dort wurden sie in Japan, Korea und Indochina eingeführt, wo sie inzwischen ebenfalls heimisch sind. Viele werden aber auch in anderen Teilen der Welt kultiviert und können verwildern.
Sie wachsen als Unterbewuchs in Wäldern oder können selber die dominierenden Arten in Wäldern sein.

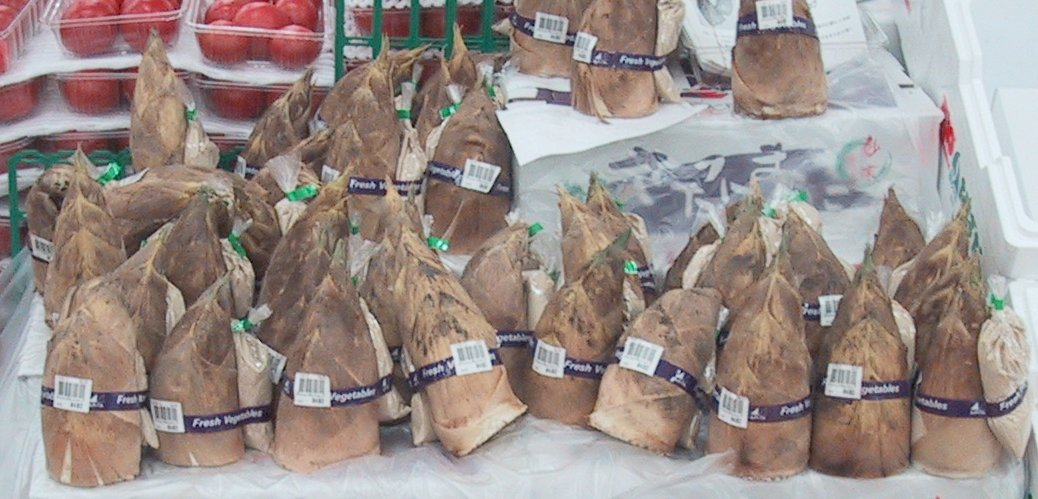
Sprossen von Phyllostachys edulis (Takenoko) in einem japanischen Supermarkt

## Verwendung
Bei den meisten Arten sind die jungen Triebe, kurz bevor oder kurz nachdem sie im Frühling aus der Erde kommen, essbar. In der Regel stammen die zum Verkauf angebotenen Bambussprossen von Phyllostachys edulis, die deshalb auch die wirtschaftlich bedeutendste Art der Gattung ist.
Das Holz der meist 7 bis 10 cm breiten Halme vieler Arten wird für die Konstruktion von Möbeln und Häusern verwendet. Bei einigen Arten kann das gespaltene Holz auch zum Flechten von Körben und anderen Gegenständen verwendet werden.
Viele Arten der Gattung werden als Zierpflanzen kultiviert. Besonders wichtig sind Phyllostachys aurea, Phyllostachys bissetii, Phyllostachys reticulata und Phyllostachys nigra. Wegen ihrer weit verzweigten unterirdischen Rhizomen können sie sich allerdings stark ausbreiten und benötigen deshalb eine Rhizomsperre. Andererseits werden einige Arten auch gerade deswegen zur Bodenbefestigung gepflanzt. Die Vermehrung erfolgt durch Rhizom-Teilstücke oder durch Teilung.

## Systematik
Die Gattung Phyllostachys Siebold & Zucc. wurde 1843 durch Philipp Franz von Siebold und Joseph Gerhard Zuccarini in Abhandlungen der Mathematisch-Physikalischen Classe der Königlich Bayerischen Akademie der Wissenschaften, Band 3, Teil 3, S. 745, Tafel 5, Figur 3 aufgestellt. Ein Homonym ist Phyllostachys Torr., Annals of the Lyceum of Natural History of New York, 3, 1836, S. 404. Ein Synonym für Phyllostachys Siebold & Zucc. ist Sinoarundinaria Ohwi.
Die Gattung Phyllostachys wird in zwei Sektionen gegliedert:
- Sektion Heterocladae Z.P.Wang & G.H.Ye: Mit etwa elf Arten.
- Sektion Phyllostachys: Mit etwa 40 Arten.

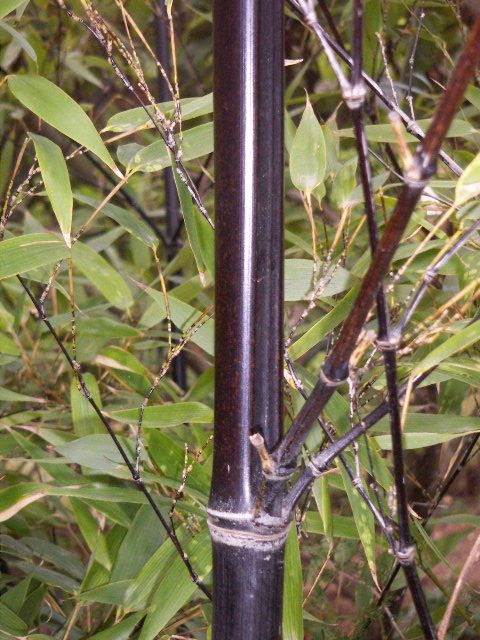
Schwarzrohrbambus (Phyllostachys nigra), gut zu erkennen ist in der unteren Bildmitte die Längsrille im Halm über dem doppelten Seitenzweig.

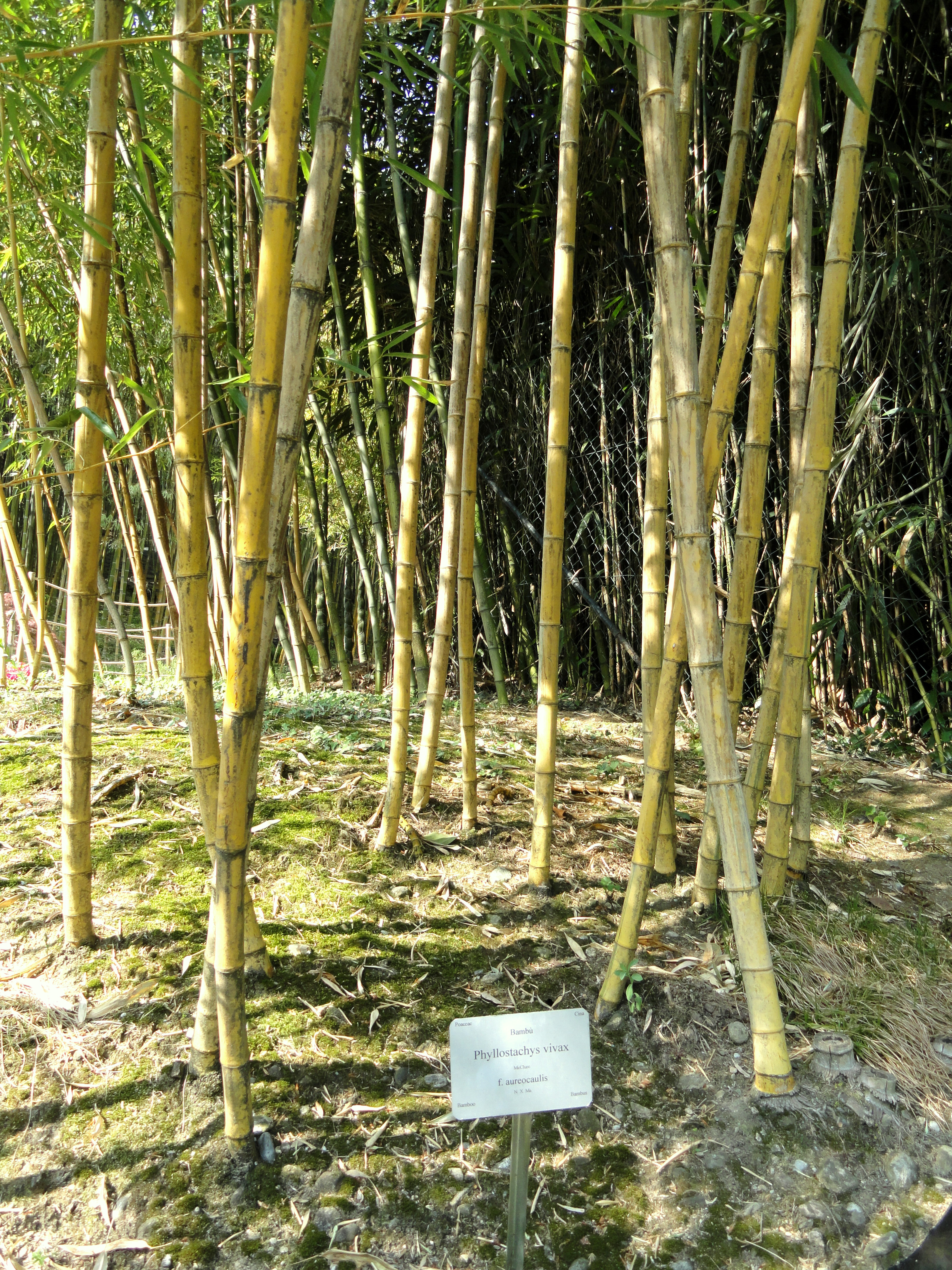
Phyllostachys vivax

Je nach Auffassung werden 51 oder mehr Arten zur Gattung Phyllostachys gezählt, von denen die meisten fast nur in China (etwa 51 Arten) vorkommen. Außerhalb Chinas kommen nur Phyllostachys aurea, Phyllostachys edulis, Phyllostachys makinoi und Phyllostachys mannii vor:
- Phyllostachys acuta C.D.Chu & C.S.Chao: 4 bis 7 m hoch, mit grünen Halmen mit einem Durchmesser von etwa 6 cm und essbaren Sprossen. Sie ist frosthart bis etwa −20°. Sie kommt in den chinesischen Provinzen Fujian, Jiangsu und Zhejiang vor.[3]
- Phyllostachys acutiligula G.H.Lai: Anhui.[3]
- Phyllostachys albidula N.X.Ma & W.Y.Zhang: Zjejiang.[3]
- Phyllostachys angusta McClure: Mit 4 bis 6 m hohen und 4 cm dicken, hellgrünen bis gelblichen Halmen, 15 × 2 cm großen, grünen Blättern und essbaren Sprossen. Sie ist frosthart bis −22°. Sie kommt im südöstlichen China vor.[3]
- Phyllostachys arcana McClure: Zentrales und südliches China.[3]
- Phyllostachys atrovaginata C.S.Chao & H.Y.Chou: Jiangsu und Zhejiang.[3]
- Goldrohrbambus (Phyllostachys aurea Rivière & C.Rivière): Sie kommt ursprünglich von Fujian und Zhejiang bis Vietnam vor.[3]
- Phyllostachys aureosulcata McClure: Östliches China.[3]
- Bisset-Bambus (Phyllostachys bissetii McClure): Sichuan und Zhejiang.[3]
- Phyllostachys carnea G.H.Ye & Z.P.Wang: Hunan.[3]
- Phyllostachys circumpilis C.Y.Yao & S.Y.Chen: Zhejiang.[3]
- Phyllostachys compar W.Y.Zhang & N.X.Ma: Zhejiang.[3]
- Phyllostachys corrugata G.H.Lai: Anhui.[3]
- Phyllostachys dulcis McClure: Fujian, Jiangsu und Zhejiang.[3]
- Moso-Bambus (Phyllostachys edulis (Carrière) J.Houz., Syn.: Phyllostachys pubescens Mazel ex J.Houzeau, Phyllostachys heterocycla (Carrière) Mitford): Eine bis 20 m hohe Art, die im gemäßigten Ostasien ausgedehnte Wälder bilden kann. Wegen ihrer essbaren Sprossen wohl die wichtigste Art der Gattung. Es gibt einige Kulturformen mit verwirrenden Handelsnamen. Sie kommt ursprünglich im zentralen und südlichen China und in Taiwan vor.[3]
- Phyllostachys elegans McClure: Von Guangdong und Hunan bis Hainan.[3]
- Phyllostachys fimbriligula T.H.Wen: Südöstliches China.[3]
- Phyllostachys flexuosa Rivière & C.Rivière: Mittelhoher, leicht hängender, graziöser Bambus. Die Blüteperiode war 1995. Sie wird als Zierpflanze verwendet. Sie kommt im östlich-zentralen China vor.[3]
- Phyllostachys funhuaensis (X.G.Wang & Z.M.Lu) N.X.Ma & G.H.Lai: Zhejiang.[3]
- Phyllostachys glabrata S.Y.Chen & C.Y.Yao: Fujian und Zhejiang.[3]
- Phyllostachys glauca McClure: Zentrales und südliches China.[3] Mit den Varietäten:
  - Phyllostachys glauca McClure var. glauca
  - Phyllostachys glauca var. variabilis J.L.Lu
- Phyllostachys heteroclada Oliv.: Sie wird mit einigen Formen weitverbreitet angebaut und liefert qualitativ hochwertige Bambussprossen. Sie kommt ursprünglich im zentralen und südlichen China vor.[3]
- Phyllostachys hirtivagina G.H.Lai: Anhui.[3]
- Phyllostachys incarnata T.H.Wen: Fujian und Zhejiang.[3]
- Phyllostachys iridescens C.Y.Yao & S.Y.Chen: Anhui, Jiangsu und Zhejiang.[3]
- Phyllostachys kwangsiensis W.Y.Hsiung, Q.H.Dai & J.K.Liu: Guangxi.[3]
- Phyllostachys lofushanensis Z.P.Wang, C.H.Hu & G.H.Ye: Guangdong.[3]
- Phyllostachys longiciliata G.H.Lai: Zhejiang.[3]
- Phyllostachys makinoi Hayata: Sie kommt in Fujian und in Taiwan vor.[3]
- Phyllostachys mannii Gamble: Sie kommt vom Himalaja bis Myanmar vor.[3]
- Phyllostachys meyeri McClure: Südliches China.[3]
- Phyllostachys microphylla G.H.Lai: Anhui.[3]
- Phyllostachys nidularia Munro: Zentrales und südliches China.[3]
- Phyllostachys nigella T.H.Wen: Zhejiang.[3]
- Schwarzrohrbambus (Phyllostachys nigra (Lodd.) Munro): Mit den Varietäten:
  - Phyllostachys nigra var. henonis (Mitford) Stapf ex Rendle (Syn.: Phyllostachys guizhouensis C.S.Chao & J.Q.Zhang): Guizhou und südliches Hunan.[3]
  - Phyllostachys nigra (Lodd.) Munro var. nigra: Südliches Hunan.[3]
- Phyllostachys nuda McClure: Mittelgroßer, wenig anspruchsvoller und sehr winterharter Bambus mit dunkelgrünen Halmen und je vier Blättern an den Zweigen. Er kommt im südöstlichen China vor.[3]
- Phyllostachys parvifolia C.D.Chu & H.Y.Chou: Anhui.[3]
- Phyllostachys platyglossa C.P.Wang & Z.H.Yu: Jiangsu und Zhejiang.[3]
- Phyllostachys primotina T.H.Wen: Zhejiang.[3]
- Phyllostachys prominens W.Y.Hsiung: Jiangsu und Zhejiang.[3]
- Phyllostachys propinqua McClure: Südliches China.[3]
- Phyllostachys purpureociliata G.H.Lai: Anhui.[3]
- Phyllostachys reticulata (Ruprecht) K.Koch (Syn.: Bambusa reticulata Ruprecht, Phyllostachys bambusoides Siebold & Zucc., Phyllostachys lithophila Hayata, Phyllostachys megastachya Steudel, Phyllostachys pinyanensis T.H.Wen, Phyllostachys quilioi Rivière & C.Rivière): Eine 10 bis 20 m hohe Art, die für ihre Massenblüten mit anschließendem Absterben bekannt ist. Der Abstand zwischen den Blühperioden kann mehr als 100 Jahre betragen. Nach Phyllostachys edulis eine der am häufigsten kultivierten Bambusarten für Speisesprossen. Es gibt einige Ausleseformen, die als Zierpflanzen verwendet werden, einige mit verwirrenden Handelsnamen. Sie kommt ursprünglich im zentralen und im südlichen China vor.[3]
- Phyllostachys rivalis H.R.Zhao & A.T.Liu: Fujian, Guangdong, Zhejiang.[3]
- Phyllostachys robustiramea S.Y.Chen & C.Y.Yao: Anhui und Zhejiang.[3]
- Phyllostachys rubicunda T.H.Wen: Fujian, Jiangsu und Zhejiang.[3]
- Phyllostachys rubromarginata McClure: Guangxi und Guizhou.[3]
- Phyllostachys rutila T.H.Wen: Jiangsu und Zhejiang.[3]
- Phyllostachys shuchengensis S.C.Li & S.H.Wu: Südliches China.[3]
- Phyllostachys stimulosa H.R.Zhao & A.T.Liu: Anhui und Zhejiang.[3]
- Phyllostachys sulphurea (Carrière) Rivière & C.Rivière: Östliches China.[3] Mit den Varietäten:
  - Phyllostachys sulphurea (Carrière) Rivière & C.Rivière var. sulphurea
  - Phyllostachys sulphurea var. viridis R.A.Young
- Phyllostachys tianmuensis Z.P.Wang & N.X.Ma: Anhui und Zhejiang.[3]
- Phyllostachys varioauriculata S.C.Li & S.H.Wu: Anhui und Jiangsu.[3]
- Phyllostachys veitchiana Rendle: Hubei und Sichuan.[3]
- Phyllostachys verrucosa G.H.Ye & Z.P.Wang: Hunan.[3]
- Phyllostachys violascens Rivière & C.Rivière: Südöstliches China.[3]
- Phyllostachys virella T.H.Wen: Zhejiang.[3]
- Phyllostachys viridiglaucescens Rivière & C.Rivière: Riesenbambus mit üppigen Blättern. Er kommt im südöstlichen China vor.[3]
- Phyllostachys vivax McClure: Größte Bambus-Art, die in Nordeuropa noch zu kultivieren ist, mit 4 bis 10 cm dicken Halmen. Sie kommt ursprünglich im östlichen China vor.[3]
- Phyllostachys yunhoensis S.Y.Chen & C.Y.Yao: Die Bambussprossen sind sehr schmackhaft. Die Art kommt in Zhejiang vor.[3]
- Phyllostachys zhejiangensis G.H.Lai: Anhui und Zhejiang.[3]

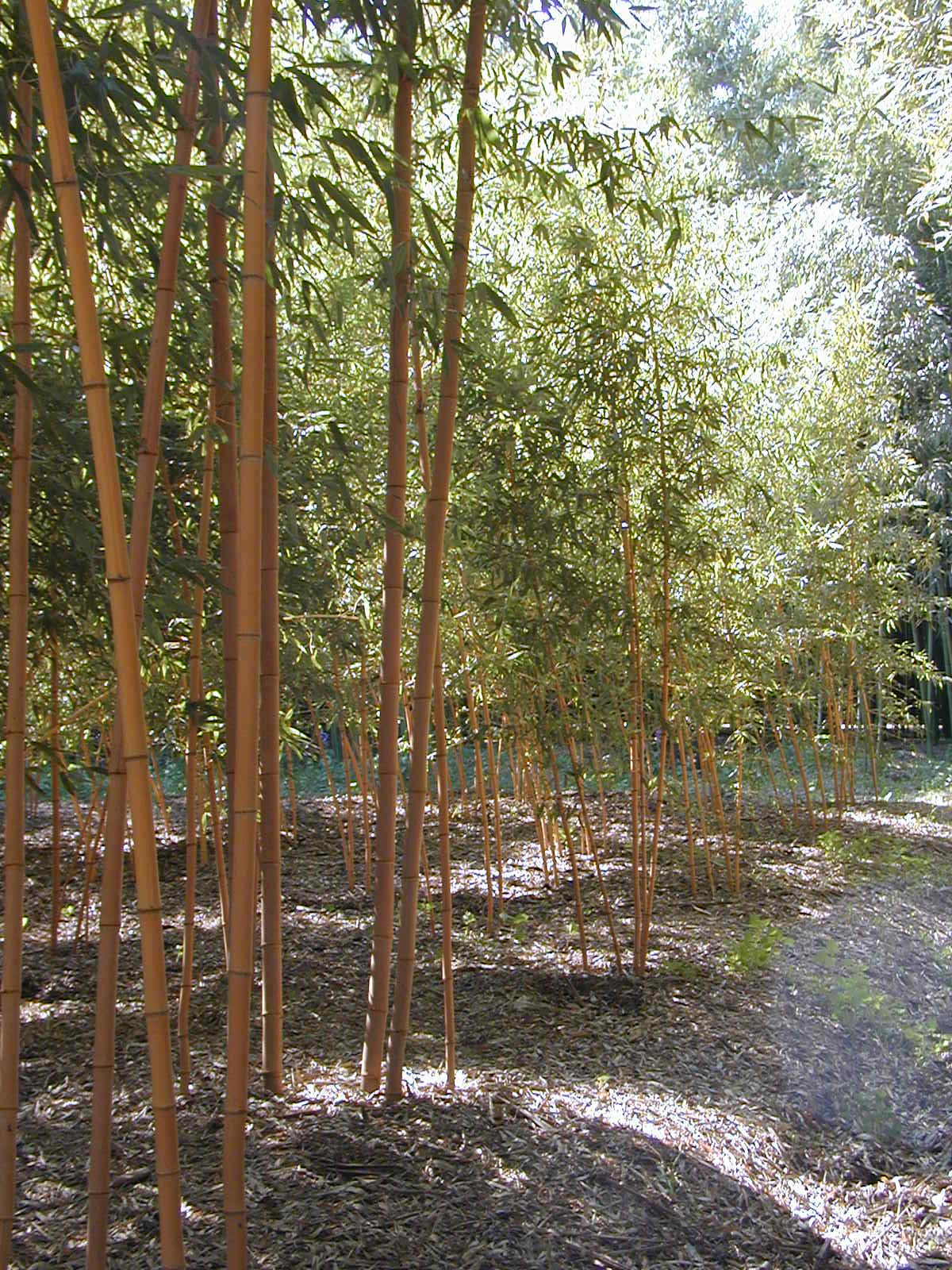
Kulturform Phyllostachys reticulata 'Holochrysa'

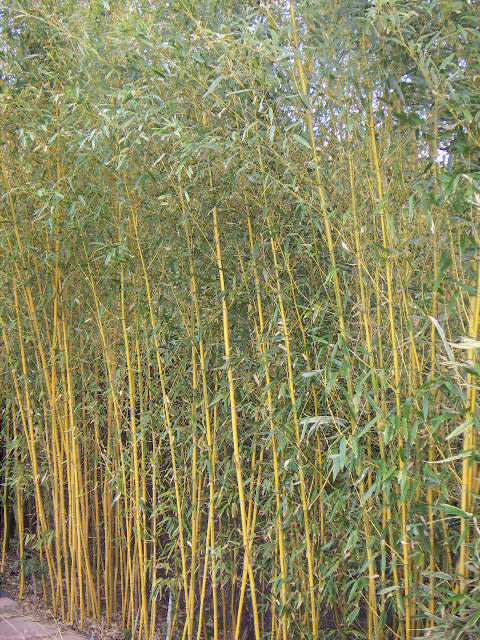
Kulturform: Phyllostachys aureosulcata 'Spectabilis'

## Kulturformen
Es gibt viele Kulturformen, dies sind meist Ausleseformen, die vegetativ vermehrt werden. Sie können mit verschiedenen Bezeichnungen im Handel sein.
Kulturformen (Auswahl):
- Phyllostachys aureosulcata var. spectabilis (keine gültige Varietät, sondern der Handelsname): Hoher aufrechter Bambus mit goldgelben, teilweise auch roten Halmen mit hellgrünen Einkerbungen, winterhart.
- Phyllostachys bambusoides var. castillonis inversa (keine gültige Form, sondern der Handelsname, gehört zu Phyllostachys reticulata): Hoher Bambus mit grünen Halme und gelblichem Sulcus.
- Phyllostachys bambusoides var. castillonis (keine gültige Varietät, sondern der Handelsname, gehört zu Phyllostachys reticulata): Hoher Bambus mit leuchtend goldgelben Halmen und glänzend grünem Sulcus.
- Phyllostachys humilis (keine gültige Art oder Varietät, sondern der Handelsname): Manchmal auch als Varietät von Phyllostachys nigra aufgefasst. Bildet 4 bis 5 m hohe, bis 2 cm dicke grüne Halme. Die länglichen grünen Blätter bilden ein dichtes Laubwerk. Sie ist frosthart bis ca. −26 °C und ist damit eine der frosthärtesten Sorten.
- Phyllostachys vivax var. aureocaulis (keine gültige Varietät, sondern der Handelsname): (Zauberbambus) mit goldenen Halmen und weniger kräftig als die Wildform.
- Phyllostachys vivax var. huangwenzhu-inversa (keine gültige Varietät, sondern der Handelsname)